# Franz Alt (pintor)
Franz Alt (Viena; 16 de agosto de 1821 - Viena, 13 de febrero de 1914) fue un pintor austríaco. 

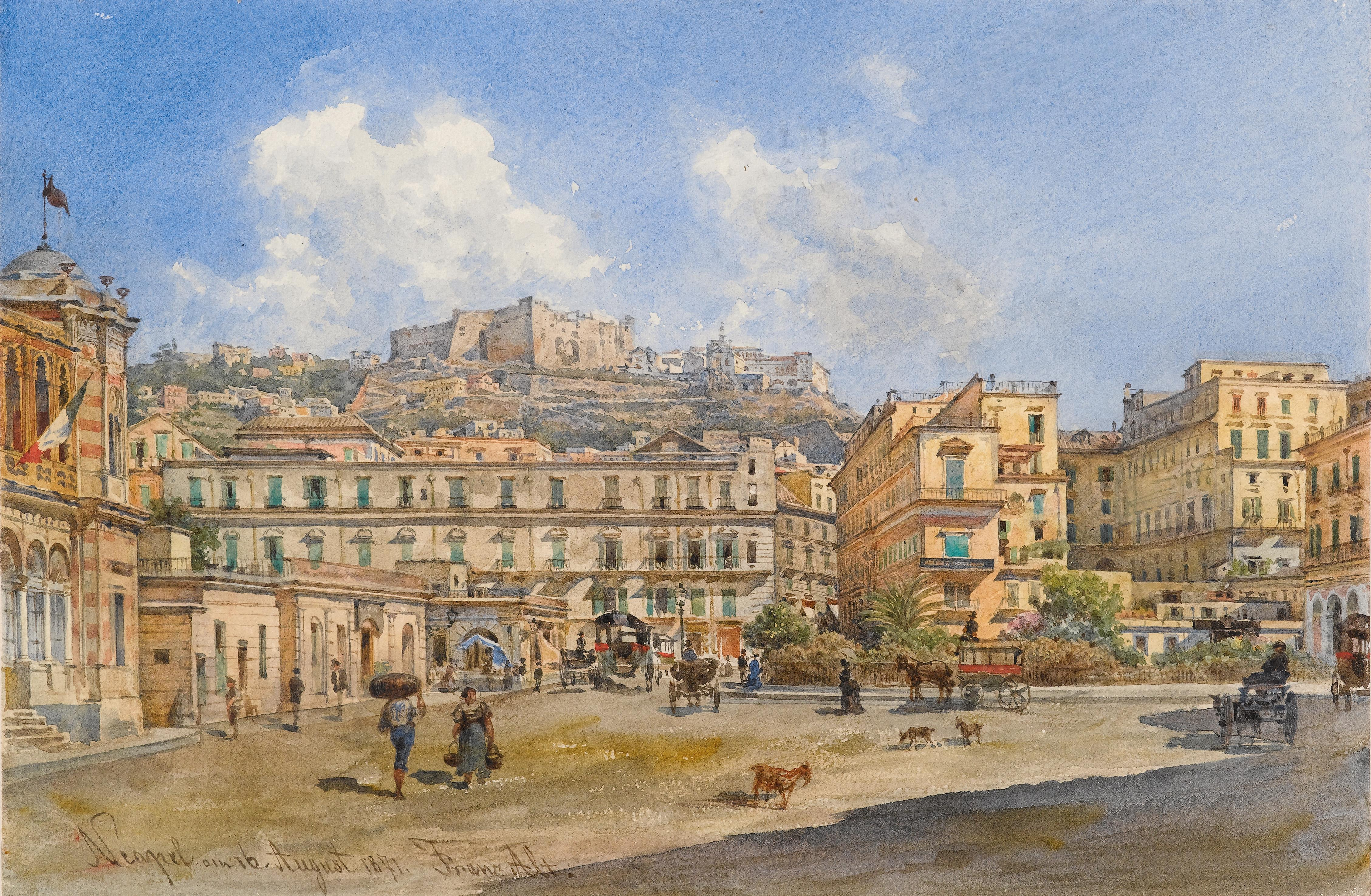
Nápoles (1871)

## Biografía
Siguiendo los pasos de su padre Jacob y su hermano Rudolf von Alt, se matriculó en la Academia de Bellas Artes de Viena. Realizó numerosos viajes de estudio a la región alpina de Tirol e Italia, y visitó Moscú, San Petersburgo, París y Londres. 
Principalmente conocido como pintor paisajístico, Alt ha realizado un total de alrededor de dos mil acuarelas y pinturas al óleo.